# Opisthoxia uncinata
Opisthoxia uncinata är en fjärilsart som beskrevs av William Schaus 1912. Opisthoxia uncinata ingår i släktet Opisthoxia och familjen mätare. Inga underarter finns listade i Catalogue of Life.